# Sport-Club Freiburg 1987-1988
Questa voce raccoglie le informazioni riguardanti lo Sport-Club Freiburg nelle competizioni ufficiali della stagione 1987-1988.

## Stagione
Nella stagione 1987-1988 il Friburgo, allenato da Jörg Berger, concluse il campionato di 2. Bundesliga al 10º posto. In Coppa di Germania il Friburgo fu eliminato al secondo turno dal Fortuna Colonia.

## Rosa
| N. |                     | Ruolo | Calciatore         |
| -- | ------------------- | ----- | ------------------ |
|    | Germania (bandiera) | P     | Michael Haas       |
|    | Germania (bandiera) | P     | Klemens Hartenbach |
|    | Germania (bandiera) | D     | Oliver Boiger      |
|    | Germania (bandiera) | D     | Alfons Higl        |
|    | Germania (bandiera) | D     | Martin Krieg       |
|    | Germania (bandiera) | D     | Udo Lay            |
|    | Germania (bandiera) | D     | Rolf Maier         |
|    | Germania (bandiera) | C     | Roland Bernhard    |
|    | Germania (bandiera) | C     | Klaus Bury         |
|    | Germania (bandiera) | C     | Günter Haslbeck    |
|    | Germania (bandiera) | C     | Maximilian Hauck   |
|    | Germania (bandiera) | C     | Jörg Jung          |

| N. |                     | Ruolo | Calciatore        |
| -- | ------------------- | ----- | ----------------- |
|    | Germania (bandiera) | C     | Mustafa Kurt      |
|    | Germania (bandiera) | C     | Armin Löffler     |
|    | Germania (bandiera) | C     | Karl-Heinz Schulz |
|    | Germania (bandiera) | C     | Thomas Schweizer  |
|    | Germania (bandiera) | C     | Christian Streich |
|    | Germania (bandiera) | A     | Andreas Kerber    |
|    | Germania (bandiera) | A     | Joachim Löw       |
|    | Germania (bandiera) | A     | Peter Möhrle      |
|    | Senegal (bandiera)  | A     | Souleyman Sané    |
|    | Germania (bandiera) | A     | Fred Schaub       |
|    | Germania (bandiera) | A     | Franz Weber       |

## Organigramma societario
Area tecnica
- Allenatore: Jörg Berger
- Allenatore in seconda:
- Preparatore dei portieri:
- Preparatori atletici:

## Calciomercato

### Sessione estiva
| Acquisti | Acquisti          | Acquisti            | Acquisti |
| R.       | Nome              | da                  | Modalità |
| -------- | ----------------- | ------------------- | -------- |
| D        | Alfons Higl       | Augusta             |          |
| C        | Jörg Jung         | Borussia M'gladbach |          |
| C        | Christian Streich | Kickers Stoccarda   |          |

| Cessioni | Cessioni            | Cessioni    | Cessioni |
| R.       | Nome                | a           | Modalità |
| -------- | ------------------- | ----------- | -------- |
| P        | Siegfried Grüninger | Monaco 1860 |          |
| P        | Stephan Lehmann     | Sciaffusa   |          |
| D        | Jürgen Menger       | Wiesbaden   |          |
| C        | Uwe Rapolder        | Martigny    |          |

### Sessione invernale
| Acquisti | Acquisti | Acquisti | Acquisti |
| R.       | Nome     | da       | Modalità |
| -------- | -------- | -------- | -------- |

| Cessioni | Cessioni        | Cessioni  | Cessioni |
| R.       | Nome            | a         | Modalità |
| -------- | --------------- | --------- | -------- |
| D        | Budimir Vujačić | Vojvodina |          |

## Risultati

### 2. Bundesliga

#### Girone di andata
| Arbitro: | Matheis |

|                 |           |               |
| Löw 5’ Higl 20’ | Marcatori | 87’ Schlipper |

| Arbitro: | Dellwing |

|  |           |                     |
|  | Marcatori | 11’ Löw 64’ Vujačić |

| Arbitro: | Albrecht |

|  |           |                                     |
|  | Marcatori | 20’ Lopes 82’ Steubing 87’ Okwaraji |

| Remscheid 8 agosto 1987, ore 15:00 CEST 4ª giornata | Remscheid | 0 – 0 referto | Friburgo | Röntgen-Stadion (3 000 spett.)\| Arbitro: \| Berg \| |
| Arbitro:                                            | Berg      |               |          |                                                      |

| Arbitro: | Matheis |

|                                   |           |  |
| Sané 18’ Löw 56’, 76’ Vujačić 69’ | Marcatori |  |

| Arbitro: | Neumann |

|                                                  |           |                    |
| Rusche 40’ van der Pütten 45’ Vorholt 75’ (rig.) | Marcatori | 24’, 32’, 48’ Sané |

| Arbitro: | Dardenne |

|                         |           |          |
| Schweizer 2’ Schaub 68’ | Marcatori | 78’ Linz |

| Arbitro: | Richmann |

|                                                  |           |                             |
| Schröder 11’ Löffler 23’ (aut.) Westerwinter 78’ | Marcatori | 15’ Schweizer 20’, 88’ Sané |

| Arbitro: | Löwer |

|          |           |         |
| Sané 75’ | Marcatori | 41’ Dum |

| Arbitro: | Osmers |

|            |           |  |
| Kontny 14’ | Marcatori |  |

| Arbitro: | Assenmacher |

|                                                |           |             |
| Streich 21’ Sané 26’ Löffler 52’, 56’ Higl 88’ | Marcatori | 24’ Wohland |

| Arbitro: | Bruch |

|         |           |         |
| Kuhl 7’ | Marcatori | 3’ Sané |

| Arbitro: | Brehm |

|                                      |           |  |
| Sané 14’ Weber 44’ Schaub 56’ (rig.) | Marcatori |  |

| Arbitro: | Birlenbach |

|                                                    |           |                      |
| Stadler 23’ Grabosch 44’ (rig.) Hein 48’ Hotić 53’ | Marcatori | 54’ Schaub 64’ Weber |

| Arbitro: | Neuner |

|                          |           |                          |
| Sané 37’, 72’ Schaub 83’ | Marcatori | 30’ Wieczorek 48’ Walter |

| Arbitro: | Müller |

|           |           |          |
| Dahms 70’ | Marcatori | 26’ Sané |

| Arbitro: | Harder |

|                                           |           |          |
| Krieg 36’ (aut.) Niggemann 45’ Pitten 80’ | Marcatori | 72’ Sané |

| Friburgo in Brisgovia 30 marzo 1988, ore 18:00 CEST 18ª giornata | Friburgo | 0 – 0 referto | Blau-Weiß Berlin | Dreisamstadion (3 500 spett.)\| Arbitro: \| Richmann \| |
| Arbitro:                                                         | Richmann |               |                  |                                                         |

| Arbitro: | Föckler |

|                              |           |          |
| Pusch 38’ Laibach 65’ (rig.) | Marcatori | 14’ Sané |

#### Girone di ritorno
| Arbitro: | Diekert |

|                                            |           |  |
| Dezelak 11’, 36’ Krella 26’, 71’ Gorka 40’ | Marcatori |  |

| Arbitro: | Harder |

|            |           |            |
| Schulz 13’ | Marcatori | 23’ Preetz |

| Arbitro: | Kriegelstein |

|                     |           |  |
| Spies 25’ Steck 90’ | Marcatori |  |

| Arbitro: | Theobald |

|                                  |           |  |
| Schweizer 8’, 21’ Löw 54’ (rig.) | Marcatori |  |

| Arbitro: | Merk |

|                            |           |         |
| Jurgeleit 16’ Dubovina 81’ | Marcatori | 48’ Löw |

| Arbitro: | Kruse |

|                                 |           |                      |
| Schweizer 7’, 62’, 81’ Kurt 80’ | Marcatori | 84’ Menke 88’ Thoben |

| Arbitro: | Weber |

|  |           |         |
|  | Marcatori | 23’ Löw |

| Arbitro: | Berg |

|                              |           |  |
| Weber 1’ Kurt 35’ Schaub 89’ | Marcatori |  |

| Arbitro: | Correll |

|                     |           |         |
| Hach 27’ Krstić 66’ | Marcatori | 37’ Lay |

| Arbitro: | Gochermann |

|          |           |                                 |
| Sané 67’ | Marcatori | 12’ Terhaar 16’ Kuhn 24’ Kügler |

| Arbitro: | Kentsch |

|                                                       |           |                    |
| Stockinger 8’ Wolff 30’, 55’ Staudner 58’ Scheler 70’ | Marcatori | 33’ (aut.) Konradi |

| Arbitro: | Dardenne |

|             |           |                 |
| Streich 26’ | Marcatori | 36’ (rig.) Emig |

| Aquisgrana 23 aprile 1988, ore 15:00 CEST 32ª giornata | Alemannia Aquisgrana | 0 – 0 referto | Friburgo | Stadio Tivoli (8 000 spett.)\| Arbitro: \| Mierswa \| |
| Arbitro:                                               | Mierswa              |               |          |                                                       |

| Arbitro: | Broska |

|                               |           |                        |
| Sané 5’, 68’ Ossen 28’ (aut.) | Marcatori | 35’ Grabosch 82’ Igler |

| Arbitro: | Bruch |

|                |           |          |
| Würzburger 50’ | Marcatori | 79’ Sané |

| Arbitro: | Kautschor |

|               |           |           |
| Schweizer 11’ | Marcatori | 57’ Golke |

| Arbitro: | Scheuerer |

|         |           |                                                   |
| Lay 43’ | Marcatori | 14’ Orkas 25’, 56’ Fuchs 58’ Gede 73’, 83’ Baffoe |

| Arbitro: | Reinstädtler |

|                              |           |          |
| Nitsche 15’, 48’ Wilbois 26’ | Marcatori | 46’ Sané |

| Arbitro: | Eli |

|                                    |           |  |
| Sané 16’ Lay 58’ Schulz 75’ (rig.) | Marcatori |  |

### Coppa di Germania
| Arbitro: | Weber |

|                  |           |                                                   |
| Westerwinter 57’ | Marcatori | 85’ Löffler 98’ Sané 106’ Higl 109’ (rig.) Schaub |

| Arbitro: | Kasper |

|            |           |  |
| Aussem 74’ | Marcatori |  |

## Statistiche

### Statistiche di squadra
| Competizione      | Punti | In casa | In casa | In casa | In casa | In casa | In casa | In trasferta | In trasferta | In trasferta | In trasferta | In trasferta | In trasferta | Totale | Totale | Totale | Totale | Totale | Totale | DR |
| Competizione      | Punti | G       | V       | N       | P       | Gf      | Gs      | G            | V            | N            | P            | Gf           | Gs           | G      | V      | N      | P      | Gf     | Gs     | DR |
| ----------------- | ----- | ------- | ------- | ------- | ------- | ------- | ------- | ------------ | ------------ | ------------ | ------------ | ------------ | ------------ | ------ | ------ | ------ | ------ | ------ | ------ | -- |
| 2. Bundesliga     | 38    | 19      | 11      | 5       | 3       | 41      | 25      | 19           | 2            | 7            | 10           | 20           | 38           | 38     | 13     | 12     | 13     | 61     | 63     | -2 |
| Coppa di Germania | -     | 0       | 0       | 0       | 0       | 0       | 0       | 2            | 1            | 0            | 1            | 4            | 2            | 2      | 1      | 0      | 1      | 4      | 2      | +2 |
| Totale            | 38    | 19      | 11      | 5       | 3       | 41      | 25      | 21           | 3            | 7            | 11           | 24           | 40           | 40     | 14     | 12     | 14     | 65     | 65     | 0  |

### Andamento in campionato
| Giornata  | 1 | 2 | 3 | 4 | 5 | 6 | 7 | 8 | 9 | 10 | 11 | 12 | 13 | 14 | 15 | 16 | 17 | 18 | 19 | 20 | 21 | 22 | 23 | 24 | 25 | 26 | 27 | 28 | 29 | 30 | 31 | 32 | 33 | 34 | 35 | 36 | 37 | 38 |
| --------- | - | - | - | - | - | - | - | - | - | -- | -- | -- | -- | -- | -- | -- | -- | -- | -- | -- | -- | -- | -- | -- | -- | -- | -- | -- | -- | -- | -- | -- | -- | -- | -- | -- | -- | -- |
| Luogo     | C | T | C | T | C | T | C | T | C | T  | C  | T  | C  | T  | C  | T  | T  | C  | T  | T  | C  | T  | C  | T  | C  | T  | C  | T  | C  | T  | C  | T  | C  | T  | C  | C  | T  | C  |
| Risultato | V | V | P | N | V | N | V | N | N | P  | V  | N  | V  | P  | V  | N  | P  | N  | P  | P  | N  | P  | V  | P  | V  | V  | V  | P  | P  | P  | N  | N  | V  | N  | N  | P  | P  | V  |
| Posizione | 6 | 4 | 8 | 9 | 4 | 2 | 1 | 4 | 5 | 7  | 4  | 4  | 3  | 4  | 3  | 3  | 5  | 5  | 7  | 9  | 9  | 10 | 10 | 11 | 10 | 8  | 8  | 10 | 10 | 11 | 11 | 10 | 10 | 10 | 8  | 10 | 10 | 10 |

Legenda:

Luogo: C = Casa; T = Trasferta. Risultato: V = Vittoria; N = Pareggio; P = Sconfitta.

### Statistiche dei giocatori
| Giocatore     | 2. Bundesliga | 2. Bundesliga | 2. Bundesliga | 2. Bundesliga | Coppa di Germania | Coppa di Germania | Coppa di Germania | Coppa di Germania | Totale   | Totale | Totale      | Totale     |
| Giocatore     | Presenze      | Reti          | Ammonizioni   | Espulsioni    | Presenze          | Reti              | Ammonizioni       | Espulsioni        | Presenze | Reti   | Ammonizioni | Espulsioni |
| ------------- | ------------- | ------------- | ------------- | ------------- | ----------------- | ----------------- | ----------------- | ----------------- | -------- | ------ | ----------- | ---------- |
| R. Bernhard   | 14            | 0             | 1             | 0             | 0                 | 0                 | 0                 | 0                 | 14       | 0      | 1           | 0          |
| O. Boiger     | 1             | 0             | 0             | 0             | 0                 | 0                 | 0                 | 0                 | 1        | 0      | 0           | 0          |
| K. Bury       | 1             | 0             | 0             | 0             | 0                 | 0                 | 0                 | 0                 | 1        | 0      | 0           | 0          |
| M. Haas       | 38            | 0             | 0             | 0             | 2                 | 0                 | 0                 | 0                 | 40       | 0      | 0           | 0          |
| K. Hartenbach | 0             | 0             | 0             | 0             | 0                 | 0                 | 0                 | 0                 | 0        | 0      | 0           | 0          |
| G. Haslbeck   | 29            | 0             | 2             | 0             | 1                 | 0                 | 0                 | 0                 | 30       | 0      | 2           | 0          |
| M. Hauck      | 27            | 0             | 3             | 0             | 1                 | 0                 | 0                 | 0                 | 28       | 0      | 3           | 0          |
| A. Higl       | 37            | 2             | 6             | 0             | 2                 | 1                 | 0                 | 0                 | 39       | 3      | 6           | 0          |
| J. Jung       | 8             | 0             | 0             | 0             | 0                 | 0                 | 0                 | 0                 | 8        | 0      | 0           | 0          |
| A. Kerber     | 4             | 0             | 0             | 0             | 0                 | 0                 | 0                 | 0                 | 4        | 0      | 0           | 0          |
| M. Krieg      | 22            | 0             | 8             | 0             | 2                 | 0                 | 1                 | 0                 | 24       | 0      | 9           | 0          |
| M. Kurt       | 21            | 2             | 4             | 0             | 0                 | 0                 | 0                 | 0                 | 21       | 2      | 4           | 0          |
| U. Lay        | 35            | 3             | 9             | 0             | 2                 | 0                 | 0                 | 0                 | 37       | 3      | 9           | 0          |
| A. Löffler    | 12            | 2             | 4             | 0             | 1                 | 1                 | 0                 | 0                 | 13       | 3      | 4           | 0          |
| J. Löw        | 19            | 7             | 1             | 0             | 1                 | 0                 | 0                 | 0                 | 20       | 7      | 1           | 0          |
| R. Maier      | 24            | 0             | 4             | 0             | 0                 | 0                 | 0                 | 0                 | 24       | 0      | 4           | 0          |
| P. Möhrle     | 0             | 0             | 0             | 0             | 0                 | 0                 | 0                 | 0                 | 0        | 0      | 0           | 0          |
| S. Sané       | 34            | 21            | 5             | 1             | 2                 | 1                 | 0                 | 0                 | 36       | 22     | 5           | 1          |
| F. Schaub     | 33            | 5             | 6             | 0             | 2                 | 1                 | 1                 | 0                 | 35       | 6      | 7           | 0          |
| K. Schulz     | 25            | 2             | 6             | 0             | 1                 | 0                 | 0                 | 0                 | 26       | 2      | 6           | 0          |
| T. Schweizer  | 26            | 8             | 2             | 0             | 1                 | 0                 | 0                 | 0                 | 27       | 8      | 2           | 0          |
| C. Streich    | 23            | 2             | 7             | 0             | 1                 | 0                 | 0                 | 0                 | 24       | 2      | 7           | 0          |
| B. Vujačić    | 19            | 2             | 4             | 0             | 2                 | 0                 | 1                 | 0                 | 21       | 2      | 5           | 0          |
| F. Weber      | 35            | 3             | 5             | 0             | 2                 | 0                 | 0                 | 0                 | 37       | 3      | 5           | 0          |